# Thesium gracile
Thesium gracile är en sandelträdsväxtart som beskrevs av Arthur William Hill. Thesium gracile ingår i släktet spindelörter, och familjen sandelträdsväxter. Inga underarter finns listade i Catalogue of Life.